# الدیناسارا
الدیناسارا (به انگلیسی: Adinasara) در هند است که در کارناتاکا واقع شده‌است.